# Epaminondas Sdoukos
Epaminondas Sdoukos, auch Eppaminondas Sodukos (* vor 1976), ist ein griechischer deutschsprachiger Schauspieler.

## Leben
Sdoukos hatte Rollen in mehreren deutschen TV-Produktionen. So war er 1976 als 'Shapira' in Die 21 Stunden von München zu sehen. 1982 spielte er den Charakter 'Krause' in der BR-Tatort-Folge Tod auf dem Rastplatz. Im Schimanski-Tatort Einzelhaft stand er ebenfalls vor der Kamera, und auch in der Folge Deserteure gehörte er 1993 der Besetzung an. 
In einer Folge der TV-Serie Unsere schönsten Jahre spielte er 1983 einen griechischen Mieter. Auch in der ARD-Serie Auf Achse übernahm er einen Part. 1989 war er in der Derrick-Folge 178, Die Kälte des Lebens, zu sehen. Am 8. Dezember 1979 trat er als Gast in der ARD-Samstagabendshow Einer wird gewinnen auf.

## Filmografie
- 1976: Die 21 Stunden von München
- 1978: Auf Achse – Fernsehserie, Folge: Die thessalische Nacht
- 1982: Tatort – Tod auf dem Rastplatz (Fernsehreihe)
- 1983: Unsere schönsten Jahre (Fernsehserie)
- 1988: Tatort – Einzelhaft (Fernsehreihe)
- 1989: Derrick – Die Kälte des Lebens (Folge 178)
- 1993: Tatort – Deserteure (Fernsehreihe)